# 黄平県
黄平県（こうへい-けん）は中華人民共和国貴州省黔東南ミャオ族トン族自治州に位置する県。県人民政府は新州鎮にある。
烏江の支流である清水江上流域に位置する。漢族以外に、ミャオ族、トン族などの少数民族が居住する。
現地の人間は現在の黄平の町を「新黄平」と呼び、明以前の時代に黄平の行政府が置かれていた故城を「老黄平」と呼んで区別している。故城は新黄平の西北17.5kmの場所に位置する。

## 行政区画
下部に8鎮、3郷を管轄する。
- 鎮
  - 新州鎮、旧州鎮、重安鎮、谷隴鎮、平渓鎮、野洞河鎮、浪洞鎮、上塘鎮
- 郷
  - 一碗水郷、紙房郷、翁坪郷

## 歴史
漢、唐の時代には牂牁郡の名前で知られていた。
宋代に黄平府土司が設置される。元代も黄平府が置かれていたが、明代に黄平州が設置され、平越府に組み入れられた。清は黄平の行政府を興隆衛に移し、移転後に黄平は鎮遠府に属した。中華民国建国後、1913年に黄平県に改称され、翌1914年に鎮遠道に区画されるが道は廃止された。
中華人民共和国建国後は自治州の行政区に改編された。

## 交通

### 航空
- 凱里黄平空港（中国語版）

### 鉄道
- 中国鉄路総公司
  - 滬昆線

（貴陽方面）- 宝老山駅 - 黄平駅 -（上海方面）

### 道路
- 高速道路
  - S30 江黔高速道路
  - S62 余安高速道路
  - S84 天黄高速道路